# Motive Studio
Motive Studio — канадская студия-разработчик видеоигр. Офис компании находится в Монреале, Канада.
Основана в 2015 году Джейд Реймонд, бывшей сотрудницей Ubisoft и продюсером Assassin’s Creed.
В августе 2017 года было объявлено об объединении Motive с подразделением BioWare Montreal. 1 июля 2018 года студия открыла представительство в Ванкувере.
Изначально Motive была студией поддержки, но спустя время она перестала таковой быть, так как 15 июня 2020 года анонсировали Star Wars: Squadrons. Релиз игры состоялся 2 октября 2020 года.
В июле 2021 года стало известно о создании ремейка культового хоррора, а именно Dead Space. Ремейк создавался на игровом движке Frostbite и он был призван улучшить оригинальную игру, и пересобрать её в наилучшем виде.
В сентябре 2022 года Electronic Arts объявила, что Motive работает над приключенческой игрой про Железного Человека совместно с Marvel Games.
27 января 2023 года состоялся релиз ремейка Dead Space.

## Игры студии
| Год  | Название                  | Платформа                                                                  | Примечания                                                                     |
| ---- | ------------------------- | -------------------------------------------------------------------------- | ------------------------------------------------------------------------------ |
| 2017 | Star Wars: Battlefront II | Windows, PlayStation 4, Xbox One                                           | В сотрудничестве с DICE и Criterion Games. Разработка одиночной кампании.      |
| 2019 | Anthem                    | Windows, PlayStation 4, Xbox One                                           | В сотрудничестве с BioWare и BioWare Austin. Разработка социального хаба игры. |
| 2020 | Star Wars: Squadrons      | Windows, (HTC Vive, Oculus Rift), PlayStation 4 (PlayStation VR), Xbox One | Первая самостоятельная игра Motive                                             |
| 2023 | Dead Space Remake         | Windows, PlayStation 5, Xbox Series X/S                                    | Ремейк одноимённой игры 2008 года                                              |
| TBA  | Marvel’s Iron Man         | TBA                                                                        |                                                                                |